# Paralopheremaeus legendrei
Paralopheremaeus legendrei är en kvalsterart som först beskrevs av Balogh 1962.  Paralopheremaeus legendrei ingår i släktet Paralopheremaeus och familjen Plateremaeidae. Inga underarter finns listade i Catalogue of Life.